# Web Content Accessibility Guidelines
Web Content Accessibility Guidelines (WCAG) is een document dat is opgesteld en gepubliceerd door het World Wide Web Consortium (W3C) als onderdeel van hun Web Accessibility Initiative (WAI). De leidraad bestaat uit een verzameling richtlijnen voor de toegankelijkheid van web content, gericht op mensen met een beperking. Het volgen van deze richtlijnen maakt content ook toegankelijker voor webbrowsers en apparaten met beperkte functionaliteit zoals mobiele telefoons. De laatste versie van WCAG is 2.2. Deze versie is gepubliceerd op 5 oktober 2023.
In Nederland zijn er diverse initiatieven ontstaan die de regels volgen die in de WCAG zijn opgesteld, de bekendste daarvan zijn de Stichting Accessibility en de regels van Drempelvrij. Een gelijkaardig initiatief in België is AnySurfer. Sinds 2012 is WCAG ook een ISO-standaard. Onder leiding van de Stichting Accessibility en W3C Benelux en met hulp van 22 andere organisaties is versie 2.0 van de WCAG vertaald naar het Nederlands, welke nu gepubliceerd is als W3C Geautoriseerde Vertaling. Latere versies van de WCAG2.1 en WCAG2.2 zijn naar het Nederlands vertaald onder leiding van Stichting Accessibility, in samenwerking met meerdere andere toegankelijkheidsorganisaties..

## Principes WCAG 2.2
WCAG 2.2 is georganiseerd volgens vier principes, die elk enkele richtlijnen bevatten, die op hun beurt succescriteria bevatten.
De succescriteria zijn ook verdeeld over drie “niveaus” van toegankelijkheid (A, AA en AAA) die een toenemende inspanning vragen bij de implementatie.
De vier principes van WCAG 2.1 zijn:
- Waarneembaar (perceivable): alle informatie en alle componenten van de gebruikersinterface moeten waarneembaar zijn door de gebruiker.
- Bedienbaar (operable): alle componenten van de gebruikersinterface en de navigatie moeten bedienbaar zijn door de gebruiker.
- Begrijpelijk (understandable): alle informatie en het gebruik van de interface moet begrijpelijk zijn voor de gebruiker.
- Robuust (robust): content moet voldoende robuust zijn om betrouwbaar geïnterpreteerd te kunnen worden door uiteenlopende soorten gebruikersagenten (user agents), met inbegrip van technische hulpmiddelen (assistive technologies).

## Normatief en niet-normatief deel
WCAG 2.2 is een normatief document waarbij enkele andere niet-normatieve documenten horen. Het normatieve deel staat vast, terwijl het niet-normatieve deel in beweging is. Het niet normatieve deel omvat:
- Understanding WCAG 2.2 is een begeleidend document dat elk onderdeel van WCAG 2.2 verder verklaart en waar nodig verdere achtergrondinformatie geeft. Het bevat ook links naar technieken die men kan gebruiken om aan de richtlijnen kan voldoen.[3]
- Techniques for WCAG 2.2 bevat technieken om aan de richtlijnen van WCAG 2.2 te voldoen en een aantal veelvoorkomende fouten die deze richtlijnen overtreden. Het document bevat algemene technieken en technieken per "technologie": HTML/XHTML, CSS, JavaScript, server-side script, Synchronized Multimedia Integration Language (SMIL) en gewone tekst.[4]
- How to Meet WCAG 2 (Quick Reference) is een webpagina waar men de technieken en fouten kan filteren op basis van het niveau waarop men aan WCAG 2.2 wil voldoen (A, AA of AAA) en op basis van de technologieën die men daarbij wil gebruiken.[5]

In oktober 2012 erkenden ISO en IEC WCAG 2.0 als standaard ISO/IEC 40500:2012. De normatieve inhoud van beide documenten is identiek.

## Geschiedenis

### WCAG 1.0
De eerste versie, WCAG 1.0, werd op 5 mei 1999 als W3C-aanbeveling (W3C recommendation) gepubliceerd. In die tijd waren technologieën zoals Flash en PDF nog niet zo populair en werd JavaScript niet algemeen ondersteund. WCAG 1.0 vraagt daarom dat alle inhoud en functionaliteit die door middel van scripts (voornamelijk JavaScript) of applets (niet alleen Flash maar ook Java) aangeboden wordt, ook zonder deze scripts en applets beschikbaar is.
WCAG 1.0 bestond uit veertien richtlijnen die elk een of meer zogenaamde checkpoints of controlepunten bevatten. De controlepunten waren bovendien ingedeeld in drie niveaus met een verschillende prioriteit:
- Webontwikkelaars moeten voldoen aan alle controlepunten met prioriteit 1, anders zal het voor een of meer groepen onmogelijk zijn om de website te gebruiken.
- Webontwikkelaars zouden moeten voldoen aan de controlepunten met prioriteit 2, anders zal het voor een of meer groepen moeilijk zijn om de website te gebruiken.
- Het is wenselijk dat webontwikkelars voldoen aan de controlepunten met prioriteit 3, anders zal het het een of meer groepen enige moeite kosten om de website te gebruiken.

“Moeten” dient men in deze context te interpreteren als “nodig om te voldoen aan WCAG”, want het W3C kan deze verplichting niet opleggen.
De veertien richtlijnen van WCAG 1.0 waren:
1. Voorzie tekstuele equivalenten voor auditieve en visuele inhoud
2. Vertrouw niet enkel op kleur
3. Gebruik markup en stijlbladen en doe dit op een correct manier
4. Verduidelijk het gebruik van natuurlijke taal
5. Gebruik tabellen die fouten-tolerant zijn
6. Zorg ervoor dat pagina’s met nieuwere technologieën fouten-tolerant zijn
7. Zorg dat de gebruiker controle heeft over tijdafhankelijke veranderingen in de inhoud
8. Zorg voor directe toegankelijkheid van ingebedde gebruikersinterfaces
9. Zorg voor apparaatonafhankelijkheid
10. Gebruik tussenoplossingen
11. Gebruik W3C-technologieën en -richtlijnen
12. Voorzie oriëntatiemogelijkheden en informatie over context
13. Voorzie duidelijke navigatiemechanismen
14. Zorg dat documenten helder en eenvoudig zijn

Om ontwikkelaars te helpen bij de implementatie van WCAG 1.0 was elke controlepunt ook voorzien van links naar zogenaamde technieken. Deze verzameling technieken is noch bindend noch volledig. Experten in webtoegankelijkheid hebben sinds de publicatie van Techniques for Web Content Accessibility Guidelines 1.0 in 2000 heel wat nieuwe technieken bedacht, niet alleen voor W3C-technologieën als HTML/XHTML en CSS, maar ook voor andere technologieën, zoals JavaScript, Ajax en Flash.

### Acceptatie WCAG 1.0
WCAG 1.0 gold als een de facto-standaard en heeft als basis gediend voor wetgeving, richtlijnen en evaluatiemethodes in verschillende landen, waaronder:
- de richtlijnen voor het behalen van het label van AnySurfer in België,
- de richtlijnen van de Stichting Bartiméus Accessibility in Nederland,
- de Unified Web Evaluation Methodology, dat de evaluatiemethodes die in verschillende Europese landen bestaan tracht te harmoniseren.

### Beperkingen WCAG 1.0
Na de publicatie van WCAG 1.0 begon men al snel aan een nieuwere versie van de richtlijnen te werken. WCAG 1.0 richtte zich zeer sterk op HTML en CSS en raadde het gebruik van niet-W3C-technologieën af. JavaScript, Flash en PDF werden echter steeds populairder, en het W3C werkte ondertussen aan andere specificaties die zelf voorzieningen bevatten voor toegankelijkheid, zoals Scalable Vector Graphics (SVG), Synchronized Multimedia Integration Language (SMIL) en XForms. De nieuwere richtlijnen moesten daarom onafhankelijk van specifieke technologieën geformuleerd worden om veroudering te voorkomen.
Bovendien werd WCAG 1.0 eerder als een verzameling criteria voor het evalueren van een website gebruikt in plaats van een verzameling richtlijnen voor ontwikkelaars. WCAG 1.0 vormde ook de basis van wetten in landen zoals de Verenigde Staten en Duitsland. De nieuwe richtlijnen moesten dus als criteria voor de inhoud van websites geformuleerd worden, en niet meer als richtlijnen.

### Totstandkoming WCAG 2.0
Het eerste conceptvoorstel van WCAG 2.0 werd gepubliceerd op 25 januari 2001. In de daaropvolgende jaren werden regelmatig nieuwe versies gepubliceerd, met de bedoeling om reacties te ontvangen van toegankelijkheidsspecialisten en leden uit gemeenschappen voor gehandicapten en op basis daarvan de richtlijnen bij te stellen. Op 27 april 2006 werd een eerste “Last Call Working Draft” gepubliceerd. Door de vele wijzigingen die hierna nodig waren, werd WCAG 2.0 op 17 mei 2007 opnieuw gepubliceerd als een gewoon conceptvoorstel, gevolgd door een tweede “Last Call Working Draft” op 11 december 2007. In april 2008 werden de richtlijnen “Candidate Recommendation”, dat wil zeggen dat men op zoek ging naar websites die de richtlijnen implementeren. Op 3 november 2008 werden de richtlijnen een “Proposed Recommendation”. WCAG 2.0 werd als W3C Recommendation gepubliceerd op 11 december 2008.

#### Kritiek
Na de publicatie van de conceptversie van 27 april 2006 was er ook kritiek op de WCAG 2.0: er werd betoogd dat de WCAG 2.0 vaag waren en dat ze zelfs een stap terug in de tijd waren voor het internet, maar op deze kritiek werd ook fel gereageerd.
Door de vele wijzigingen die WCAG 2.0 sindsdien onderging is deze kritiek achterhaald.

### WCAG 2.1
WCAG 2.1 is een doorontwikkeling van WCAG 2.0: alle richtlijnen en succescriteria in WCAG 2.0 zijn ongewijzigd aanwezig in WCAG 2.1. Aan WCAG 2.1 zijn in totaal 17 succescriteria toegevoegd, die bedoeld zijn voor de toegankelijkheid van content op mobiele apparaten, voor slechtzienden en voor personen met cognitieve en leerproblemen. De eerste Public working draft van WCAG 2.1 verscheen op 28 februari 2017; op 5 juni 2018 bereikte de specificatie de status van Recommendation. 
Het World Wide Web Consortium onderhoudt een overzicht met veelgestelde vragen over WCAG, waarin nader wordt ingegaan op de verschillen met WCAG 2.0.

### WCAG 2.2
Met WCAG 2.2 zijn er wederom 9 succescriteria toegevoegd en één verwijderd. Daarnaast is er extra informatie toegevoegd over situaties waar de richtlijnen raken aan veiligheid en privacy. Versie 2.2 kreeg op 5 oktober 2023 de status van Recommendation.

### Toekomstige ontwikkelingen
Binnen de Accessibility Guidelines Working Group van het W3C heeft de Silver Task Force de taak om te onderzoeken wat nodig is om ook in de toekomst de toegankelijkheid van webcontent te borgen.